# Nirmali
Nirmali è una città dell'India di 16.144 abitanti, situata nel distretto di Supaul, nello stato federato del Bihar. In base al numero di abitanti la città rientra nella classe IV (da 10.000 a 19.999 persone).

## Geografia fisica
La città è situata a 26° 19' 0 N e 86° 34' 60 E e ha un'altitudine di 58 m s.l.m..

## Società

### Evoluzione demografica
Al censimento del 2001 la popolazione di Nirmali assommava a 16.144 persone, delle quali 8.521 maschi e 7.623 femmine. I bambini di età inferiore o uguale ai sei anni assommavano a 2.842, dei quali 1.434 maschi e 1.408 femmine. Infine, coloro che erano in grado di saper almeno leggere e scrivere erano 7.236, dei quali 4.850 maschi e 2.386 femmine.